# Ulrich Mählert
Ulrich Mählert (* 19. Juni 1968 in Neckarsulm) ist ein deutscher Zeithistoriker. Er ist Mitarbeiter der Stiftung zur Aufarbeitung der SED-Diktatur.

## Leben
1968 in Neckarsulm geboren, machte Mählert 1987 dort am Albert-Schweitzer-Gymnasium sein Abitur. Von 1987 bis 1992 studierte er an der Universität Mannheim politische Wissenschaft, Anglistik und Germanistik. 1994 wurde er mit einer Studie zur Gründung der Freien Deutschen Jugend und deren Transformation zur SED-Massenorganisation (1945/46–1949) promoviert. Betreut wurde die Arbeit von Hermann Weber. Mählert war während seines Studiums und seiner Promotion Stipendiat der Friedrich-Ebert-Stiftung. Von 1994 bis 1998 arbeitete er in einem von der Volkswagenstiftung geförderten internationalen Forschungsprojekt zur Geschichte der Parteisäuberungen im Kommunismus. Er befasste sich dabei mit den Säuberungswellen in der SED zwischen 1948 und 1953.
1997 entwickelte Mählert das Konzept einer populärwissenschaftlichen Großveranstaltung, die zum 50. Jahrestag der doppelten deutschen Staatsgründung und zum zehnten Jahrestag der friedlichen Revolution im Jahre 1999 eine Bilanz der seit 1990 geleisteten Forschung ziehen sollte. Er gewann das Potsdamer Zentrum für Zeithistorische Forschung für das Projekt und mit Unterstützung von Hermann Weber gelang es, das Vorhaben mit Mitteln des Brandenburgischen Kulturministeriums und Daimler-Benz sowie der Bundeszentrale für politische Bildung zu finanzieren. Schirmherr war der damalige Bundestagspräsident Wolfgang Thierse. Im Februar 1998 wechselte Mählert an das Zentrum für Zeithistorische Forschung nach Potsdam, um das Geschichtsforum 1949/89/99 „Getrennte Vergangenheit - Gemeinsame Geschichte?“ vorzubereiten, das schließlich vom 28. bis 30. Mai 1999 im Preußischen Landtag in Berlin sowie in der Humboldt-Universität zu Berlin stattfand. Rund 2500 Bürger besuchten dort etwa 100 Veranstaltungen zu den unterschiedlichsten Themen.
Zum 1. November 1999 wechselte Mählert als wissenschaftlicher Referent zur Stiftung zur Aufarbeitung der SED-Diktatur und zeichnete dort bis Mai 2020 insbesondere für den Bereich Wissenschaftsförderung verantwortlich. Er initiierte u. a. das Stipendienprogramm der Stiftung Aufarbeitung, in dessen Rahmen seit 2001 über 75 Promotionsstipendien vergeben worden sind. Seit Juni 2020 verantwortet Mählert die Jahresausstellungen der Bundesstiftung Aufarbeitung sowie deren Angebote zur Kommunismusgeschichte.
Mählert ist seit 1984 Mitglied der SPD, war in den 1980er Jahren auf kommunaler Ebene politisch aktiv. Seit 2000 gehört er der Historischen Kommission bzw. dem Geschichtsforum beim Parteivorstand der SPD an. Mählert ist Schriftführer im geschäftsführenden Vorstand der Vereinigung Gegen Vergessen – Für Demokratie, stellvertretender Beiratsvorsitzender der Gerda-und-Hermann-Weber-Stiftung sowie des Internationalen Wissenschaftlichen Beirates des Ludwig Boltzmann Institut für Kriegsfolgen-Forschung, Graz. Von 2007 bis 2017 war Mählert Mitglied des wissenschaftlichen Beratungsgremium des Bundesbeauftragten für die Stasi-Unterlagen.

## Publikationstätigkeit
Mählert ist Autor und Herausgeber zahlreicher Publikationen. 1994 begründete er den Newsletter Aktuelles aus der DDR-Forschung, der bis 2010 dreimal jährlich über Trends in diesem Forschungsfeld informiert. In diesem Zusammenhang entstand das von ihm entwickelte und herausgegebene Vademekum DDR-Forschung, das über einschlägige Archive, Bibliotheken, Forschungseinrichtungen, zeitgeschichtliche Vereinigungen sowie Museen und Gedenkstätten informiert. Das in mehrfachen Buchauflagen erschienene Verzeichnis ist als Datenbank recherchierbar. Neben diversen Buch- und Broschürenpublikationen produzierte er für die Stiftung zur Aufarbeitung der SED-Diktatur mehrere Audio-CDs sowie DVDs. Mählert ist Mitherausgeber der Reihe Archive des Kommunismus – Pfade des XX. Jahrhunderts im Berliner Aufbau Verlag sowie – seit 2007 leitender – Mitherausgeber des Jahrbuchs für Historische Kommunismusforschung.

## Veröffentlichungen (Auswahl)
- Die Freie Deutsche Jugend 1945–1949. Paderborn 1995.
- mit Gerd-Rüdiger Stephan: Blaue Hemden – Rote Fahnen. Die Geschichte der Freien Deutschen Jugend. Opladen 1995.
- mit Hermann Weber (Hrsg.): Terror. Stalinistische Parteisäuberungen 1936–1953. 2. Auflage, Paderborn 2001.
- Vademekum DDR-Forschung. Berlin 2002.
- mit Rainer Eppelmann und Bernd Faulenbach (Hrsg.): Bilanz und Perspektiven der DDR-Forschung. Paderborn 2003.
- Hrsg.: Der 17. Juni 1953. Ein Aufstand für Einheit, Recht und Freiheit. Bonn 2003.
- mit Jens Hüttmann und Peer Pasternack (Hrsg.): DDR-Geschichte vermitteln. Berlin 2004.[4]
- mit Volkhard Knigge (Hrsg.): Der Kommunismus im Museum. Köln 2005.[5]
- Kleine Geschichte der DDR. München, 7. Auflage 2009.[6]
- mit Hermann Weber (Hrsg.): Verbrechen im Namen der Idee. Berlin 2007.
- mit Hans-Joachim Veen und Franz-Josef Schlichting (Hrsg.): Parteien in jungen Demokratien. Zwischen Fragilität und Stabilisierung in Ostmitteleuropa. Köln 2008.
- mit Hans-Joachim Veen und Peter März (Hrsg.): Wechselwirkungen Ost-West. Dissidenz, Opposition und Zivilgesellschaft 1975–1989 (= Europäische Diktaturen und ihre Überwindung, Band 12). Böhlau, Köln 2007, ISBN 978-3-412-23306-8.
- mit Frank Möller (Hrsg.): Abgrenzung und Verflechtung. Das geteilte Deutschland in der zeithistorischen Debatte. Berlin 2008.
- mit Pavel Zacek und Bernd Faulenbach (Hrsg.): Die Tschechoslowakei 1945/48 bis 1989. Studien zu kommunistischer Herrschaft und Repression. Leipzig 2008.
- mit Daniel Hechler, Jens Hüttmann und Peer Pasternack (Hrsg.): Promovieren zur deutsch-deutschen Zeitgeschichte. Handbuch. Berlin 2009.
- mit Volkhard Knigge, Hans-Joachim Veen und Franz-Josef Schlichting (Hrsg.): Arbeit am europäischen Gedächtnis. Diktaturerfahrung und Demokratieentwicklung. Köln 2011
- (Mitautor, mit Ralf Georg Reuth und Hans Wilhelm Saure) Kai Diekmann (Hrsg.): Die Mauer. Fakten, Bilder, Schicksale. Piper, München 2011, ISBN 978-3-492-05485-0.
- Hrsg.: Die DDR als Chance. Neue Perspektiven auf ein altes Thema. Metropol, Berlin 2016, ISBN 978-3-86331-283-1.
- Von der Friedlichen Revolution zur Deutschen Einheit. Berlin 2019
- mit Stefan Wolle: Aufarbeitung. Die DDR in der Erinnerungskultur. Berlin 2023
- mit Thomas Henseler (Illustrator) und Susanne Buddenberg (Illustrator): Kleine illustrierte Geschichte der DDR. Berlin 2025
- Listen to Istanbul. A Guide to Its Sights, Sounds and Stories. kindle direct publishing 2025
- leitender Herausgeber: Jahrbuch für Historische Kommunismusforschung.[7]

### Online Publikationen
1. Ulrich Mählert: Geschichte der DDR. Erfurt 2011
2. Ulrich Mählert: FDJ 1946-1989. Erfurt 2001